# Saltwater Band
Die Saltwater Band ist eine australische Musikgruppe aus Galiwin'ku auf Elcho Island (eine der Wessel-Inseln), ca. 560 Kilometer von Darwin entfernt. Die Mitglieder gehören der Volksgruppe der Yolngu an und singen überwiegend in ihrer Muttersprache. Ihre Lieder sind eine Mischung aus traditionellem Liedgut und Reggae- bzw. Ska-beeinflusstem Pop.
Eins der Bandmitglieder, Geoffrey Gurrumul Yunupingu, der zurzeit auch solo arbeitet, ist ein naher Verwandter von Mandawuy Yunupingu, dem Sänger von Yothu Yindi, und ist in der Vergangenheit auch Mitglied dieser Gruppe gewesen.
Die erste CD der Saltwater Band, Gapu Damurrun, verkaufte sich mehr als 10.000 Mal, zu der Zeit Rekord für einen Musikakt des Northern Territory.
Ihr Musikalbum Djarridjarri wurde 2004 für den Aria-Music-Award als bestes Weltmusikalbum nominiert.
Es erhielt außerdem den Deadly-Award für die beste Album-Veröffentlichung des Jahres.

## Diskografie
- Gapu Damurrun (1999)
- Djarridjarri (2004)